# Gheorghe V. Madan
Gheorghe V. Madan (n. 5 octombrie 1872, Trușeni, municipiul Chișinău, Republica Moldova – d. 7 noiembrie 1944, Pitești, România) a fost un scriitor, jurnalist, editor și actor român din Basarabia.

## Biografie
S-a născut în familia unui preot. A studiat la Seminarul Teologic din Chișinău, de unde a fost exmatriculat pentru activități revoluționare. Ulterior, și-a continuat studiile la Conservatorul de Artă Dramatică din București, pe care l-a absolvit cu distincție, și a activat ca actor dramatic la Teatrul Național din București.
Refugiat în România, unde a intrat în contact cu membrii cercurilor literare din jurul lui Bogdan Petriceicu Hașdeu și Constantin Dobrogeanu-Gherea. La insistențele lui Dobrogeanu-Gherea, s-a dedicat studierii folclorului românesc din Basarabia. În 1898, în seria „Biblioteca pentru toți”, a publicat primul său volum de folclor basarabean intitulat Suspine. Poezii populare din Basarabia.
În 1897 a editat culegerea de folclor Suspine, cu o prefață semnată de poetul George Coșbuc, și, alături de alți scriitori, a contribuit la lansarea revistei literare Floare albastră. În 1904 a publicat antologia Cântece și versuri ale celor mai buni scriitori români, destinată cititorilor români din Basarabia.
Revenit la Chișinău în 1905, a participat la fondarea Societății Moldovenești din Basarabia pentru ajutorarea învățământului popular și studierea plaiului natal, care, în ședința din 3 decembrie 1905, a decis în mod unanim să ceară autorităților introducerea limbii române în procesul de instruire „în școlile primare populare ale județelor Basarabiei cu o populație exclusiv sau preponderent moldovenească”. S-a mai solicitat permisiunea de a edita broșuri și cărți în limba română, care ar fi abordat probleme de ordin practic: agricole, gospodărești, de igienă, medicale, tehnice ș.a., „foarte utile și necesare țăranilor, care ar contribui la lărgirea orizontului ultimilor și la creșterea bunăstării lor”. După ce autoritățile țariste au fondat ziarul Moldovanul (1907–1908), care a promovat moldovenismul filorus ca o contrapondere a naționalismului românesc, la cererea premierului rus Piotr Arkadievici Stolîpin și a guvernatorului basarabean Aleksei Haruzin, Gheorghe Madan a devenit redactorul-șef al ziarului. Deoarece Madan a sabotat lupta cu românofilia, ziarul a fost închis rapid de autoritățile țariste. El nu a fost însă arestat, ba chiar a acceptat să fie angajat în calitate de cenzor al publicațiilor de limba română editate în imperiu și al coletelor cu publicații periodice și cărți sosite în Basarabia de peste Prut. Totuși, el a sabotat autoritățile imperiale și din această funcție, permițând pătrunderea literaturii române în Basarabia.
A colaborat la revistele literare Viața și Arta și literatura română, precum și la ziarele Epoca, Vocea Națională și Conservatorul.
În timpul Primului Război Mondial, a fost mobilizat ca traducător de limbă română în armata rusă. Experiențele de pe front au fost relatate în Amintirile unui român basarabean din zona Armatei a 4-a ruse, care a luptat la Mărășești. La 12 mai 1917, pe frontul românesc, Gh. V. Madan a fost printre fondatorii „Comitetului Național al soldaților și ofițerilor moldoveni”, care milita pentru proprietatea țăranilor asupra pământului.
Inițial ostracizat după Unirea Basarabiei cu România pentru colaborarea sa cu autoritățile țariste, în perioada 1932-1937, aflându-se la Chișinău, Gh. V. Madan a devenit un colaborator laborios al revistei Viața Basarabiei, condusă de Pantelimon Halippa, unde i-au apărut mai multe schițe și povestiri, incluse ulterior în volumele Răsunete din Basarabia (1935) și De la noi din Basarabia (1938), volume care l-au consacrat în rândurile prozatorilor talentați ai timpului. A fost supranumit „Creangă al Basarabiei”. În 1938 este numit consilier comunal în Chișinău. 
A publicat almanahurile Rezonanțele Basarabiei (1935) și De la noi din Basarabia. În paginile revistei Floare albastră, a avut rubrica „Din caietul meu”, unde a publicat proză originală, precum și fragmente din operele unor autori străini: Dostoievski, Pisarev, Belinski, Lermontov, Shakespeare, Herder și alții.
În 1940, după ocupația sovietică a Basarabiei și Bucovinei de Nord, a fost arestat de NKVD, dar apoi a fost eliberat și s-a refugiat în România. El a decedat în 1944 la Pitești, fiind găzduit de Alexandru Kirițescu. Opera sa a fost interzisă în Moldova Sovietică până în 1989.